# Hylaeamys yunganus
Hylaeamys yunganus, también denominado Oryzomys amazónico o ratón arrozalero de las yungas, es una especie de roedor del genus Hylaeamys en la familia Cricetidae. Habita en tierras bajas del bosque tropical húmedo en el Amazonas, el noreste de Bolivia, este de Perú, este de Ecuador, sudeste de  Colombia, sur de Venezuela, Guyana, Surinam, Guyana francesa, y norte de Brasil. Una especie muy afín la, Hylaeamys tatei, solo habita en una pequeña región de Ecuador. Antiguamente ambas eran asignadas a Oryzomys.